# Eremias fasciata
Eremias fasciata es una especie de lagarto del género Eremias, familia Lacertidae, orden Squamata. Fue descrita científicamente por Blanford en 1874.

## Descripción
La longitud hocico-respiradero es de 56 milímetros y presenta un peso de 4,10 gramos.

## Distribución
Se distribuye por Afganistán y Pakistán.